# Stephen Malcolm
Stephen Malcom était un footballeur jamaïcain né le 2 mai 1970 et mort le 28 janvier 2001. Il évoluait au poste de milieu défensif ou de défenseur.

## Biographie
Il fait ses débuts avec les Reggae Boyz en 1995 et compte au total 68 sélections pour 3 buts en équipe nationale. 
Il joue la coupe du monde 1998 en France et participe à deux matchs : contre l'Argentine et face au Japon. 
En 2001, quelques heures après le match Jamaïque-Bulgarie, il décède lors d'un accident de voiture. Son coéquipier Theodore Whitmore est quant à lui blessé.